# 渡辺良夫 (経済学者)
渡辺 良夫（わたなべ よしお、1949年（昭和24年） - ）は、日本の経済学者。専門は金融論。明治大学大学院商学研究科教授。

## 略歴
- 1972年　明治大学商学部商学科卒業
- 1977年　明治大学院商学研究科博士課程修了（商学専攻）
- 1977年　明治大学商学部助手
- 明治大学専任講師
- 明治大学助教授
- 1988年　明治大学商学部教授
- 1997年　博士（商学） （明治大学）
- 1998年2月　明治大学　商学博士　論文は「ポスト・ケインズ派の内生的貨幣供給理論 」 [1]

## 著書
- 『貨幣的経済理論』（ポール・デヴィッドソン 著、原正彦 監訳、渡辺良夫,金子邦彦 共訳）（日本経済評論社 1980年5月）
- 『国際貨幣経済理論』（ポール・デヴィッドソン 著、渡辺良夫,秋葉弘哉 共訳）（1986年9月）
- 『ポスト・ケインズ派経済学の新展開 分配・有効需要および国際経済』（J.A.クレーゲル 編、緒方俊雄,渡辺良夫 訳）（日本経済評論社 1991年7月 ISBN 4818804630）
- 『ポスト・ケインズ派のマクロ経済学 21世紀のための経済政策の基礎を求めて』（ポール・デヴィッドソン 著、渡辺良夫,小山庄三 訳）（日本経済評論社 1997年4月 ISBN 4818801046）
- 『内生的貨幣供給理論 ポスト・ケインズ派アプローチ』（多賀出版 1998年9月 ISBN 4811550919）
- 『金融システムの国際比較分析』（高木仁,黒田晁生,渡辺良夫 著）（東洋経済新報社 1999年3月 ISBN 4492652345）
- 『金融市場の構造変化と金融機関行動』（高木仁,黒田晁生,渡辺良夫 編著）（東洋経済新報社 2001年3月 ISBN 4492652868）
- 『貨幣・利子および資本 貨幣的経済理論入門』（C.ロジャーズ 著、貨幣的経済理論研究会,渡辺良夫 訳）（日本経済評論社 2004年4月 ISBN 4818815829）
- 『ケインズ・ソリューション グローバル経済繁栄への途』（ポール・デヴィッドソン 著、小山庄三,渡辺良夫 訳）（日本経済評論社 2011年4月 ISBN 9784818821583）